# Jacques Pâris de Bollardière
Jacques Pâris de Bollardière, (Châteaubriant, 16 de desembre de 1907 - Guidel, 22 de febrer de 1986) va ser un oficial general de l'exèrcit francès, que va combatre a la Segona Guerra Mundial, la guerra d'Indoxina i la guerra d'Algèria. També va ser una de les grans figures de la no-violència a França.

## Família
La família Pâris de Bollardière és una antiga família burgesa del Delfinat, que ha donat varis oficials militars a França. Un avantpassat de Jacques Pâris de Bollardière havia estat Antoine Pâris (1541-1602), notari reial de Réaumont, i estava emparentat amb els germans Pâris, financers sota el regnat del rei Lluís XV.

## Carrera militar
Fill de René Pâris de Bollardière, oficial d’infanteria colonial, Jacques Pâris de Bollardière va estudiar al col·legi Saint-Sauveur de Redon, abans d’incorporar-se al Pritaneu militar nacional (institut militar) de La Flèche. El 1927 va ingressar a l'Escola Militar Especial de Saint-Cyr.
Havent convertit en el seu ídol al general Lyautey, a qui va poder conèixer en la seva infància, es va mostrar indisciplinat i va haver de repetir. Va sortir finalment de l'escola tres anys més tard amb el grau de sergent en cap (es tracta d'una sanció: els estudiants surten normalment al cap de dos anys amb el grau de sotstinent). Assignat al 103è Regiment d'Infanteria de Bastia, fou ascendit a tinent el 1932. Adscrit el 1935 a la Legió Estrangera, el van destinar al 1r Regiment d'Infanteria Estrangera de Saïda, Algèria, i l'any següent es va unir al 4t regiment a Marràqueix.

### Segona Guerra Mundial
Assignat a la 13a semi-brigada de la Legió Estrangera el febrer de 1940, es va convertir en capità i va participar en la Campanya de Noruega. Desembarcat a Brest el 13 de juny, va presenciar la debacle de França i va decidir fugir a Londres. Es va embarcar en un vaixell d’arrossegament a Paimpol i es va unir les Forces Franceses Lliures, el que li va valer la pena de mort pel règim de Vichy.

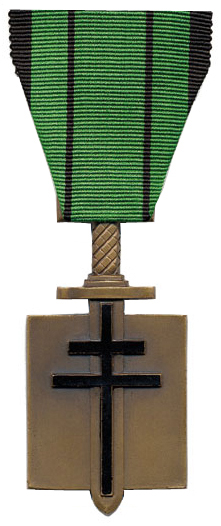
Creu de l'Alliberament.

Amb la 13a semi-brigada de la Legió Estrangera va participar en les campanyes del Gabon, el novembre de 1940, i d'Eritrea. El seu paper en la presa de Massaua li va valer l'honor de ser condecorat amb la Creu d'Alliberament. Amb la 1a Divisió Lleugera Francesa Lliure, va participar en la campanya de Síria. Promogut comandant del batalló el setembre de 1941, va comandar el primer batalló estranger a Líbia, sobretot a la batalla d'El Alamein, on va ser ferit al braç per una bomba. La decisió de retirada que va prendre durant aquesta operació d'El Himeimat va ser jutjada negativament pels seus superiors, que van decidir no retornar-li el comandament quan va sortir de l'hospital. Hospitalitzat durant vuit mesos, va tornar a la seva unitat el 15 de juny de 1943 a Susse, Tunísia.
L’octubre de 1943 es va incorporar a l'Oficina Central d'Informació i Acció (Bureau central de renseignements et d'action - BCRA) i es va convertir en paracaigudista. Va saltar en paracaigudes a Mourmelon el 12 d'abril de 1944 per a comandar la missió "Citronelle", que consistia a organitzar els combatents dels Maquis des Manises a les Ardenes. En el si d'aquesta operació 106 guerrillers mal armats, mal organitzats i mal preparats, aïllats al bosc i sense ajuda, van ser massacrats pels alemanys, i només cinquanta homes van aconseguir amb Bollardière fugir-ne vius. Del 20 de juliol al 6 de setembre, va aconseguir amb els seus homes causar greus pèrdues als alemanys.
En tornar de la seva missió el 20 de setembre, va prendre el comandament del 3r Regiment d'Infanteria / 3r Regiment de Caçadors Paracaigudistes (RCP -Régiment de chasseurs parachutistes) de la brigada britànica del SAS. Va saltar a Holanda el 7 d'abril de 1945, durant l'operació Amherst, amb la qual grups reduïts de combatents van saltar a la rereguarda de l'enemic amb l'objectiu de sabotejar-ne les comunicacions. L'operació va ser un gran èxit.
Jacques de Bollardière va ser un dels francesos més condecorats de la Segona Guerra Mundial. Entre d'altres reconeixements va rebre les insígnies de Gran Oficial de la Legió d’Honor i Company de l’Alliberament, i va ser condecorat dues vegades amb l'Ordre del Servei Distingit (DSO).

### Després de la guerra
Va ser ascendit a tinent coronel al final de la guerra i va prendre el comandament dels dos regiments SAS francesos (esquadrons, 2n i 3r RCP), que es convertirien en el 1r RPIMa (1r Regiment de Paracaigudistes d'Infanteria de la Marina, l'equivalent francès del SAS britànic), el febrer de 1946. Va desembarcar a Saigon amb la força expedicionària francesa a l'Extrem Orient un mes després, va tornar a França el 1948 i després va comandar les tropes aerotransportades a Indoxina del 1950 al 1953.
Assignat al Centre d'Alts Estudis Militars l'octubre de 1953 i després a l'Escola de Guerra, on va ensenyar tàctiques per a les tropes aerotransportades, es va fer càrrec de dues brigades a Algèria el juliol de 1956. El desembre del mateix any va ser ascendit a general de brigada, convertint-se en el general més jove de l'exèrcit francès. Va expressar els seus temors sobre la guerra d'Algèria molt aviat. Aleshores tenia sota el seu comandament com a tinent de reserva Jean-Jacques Servan-Schreiber, a qui va autoritzar viatjar per Algèria per a mantenir contactes amb periodistes, amb els que posava l'accent en accions social en detriment de la lluita contra les tropes rebels.
Tanmateix el deteriorament de la situació del sector d'on era responsable Pâris (186 assassinats i 56 granges abandonades el 1956) va dur al general Massu a iniciar una investigació que va mostrar tant la ineficàcia de la repressió en aquest sector com el mal comportament de la tropes. Llavors Pâris de Bollardière va demana ser rellevat del seu comandament per la manca de mitjans i per l'estructura de la jerarquia que el situava sota les ordres de Massu.

## Compromís contra la tortura a Algèria
Només arribar a França va parlar públicament de la tortura a Algèria, amb motiu de la publicació del llibre de Jean-Jacques Servan-Schreiber Lieutenant en Algérie. La presa d'un posicionament públic a L'Express, diari fundat per Servan-Schreiber, li va valer el 15 d'abril de 1957 una sanció de seixanta dies de reclusió a La Courneuve.

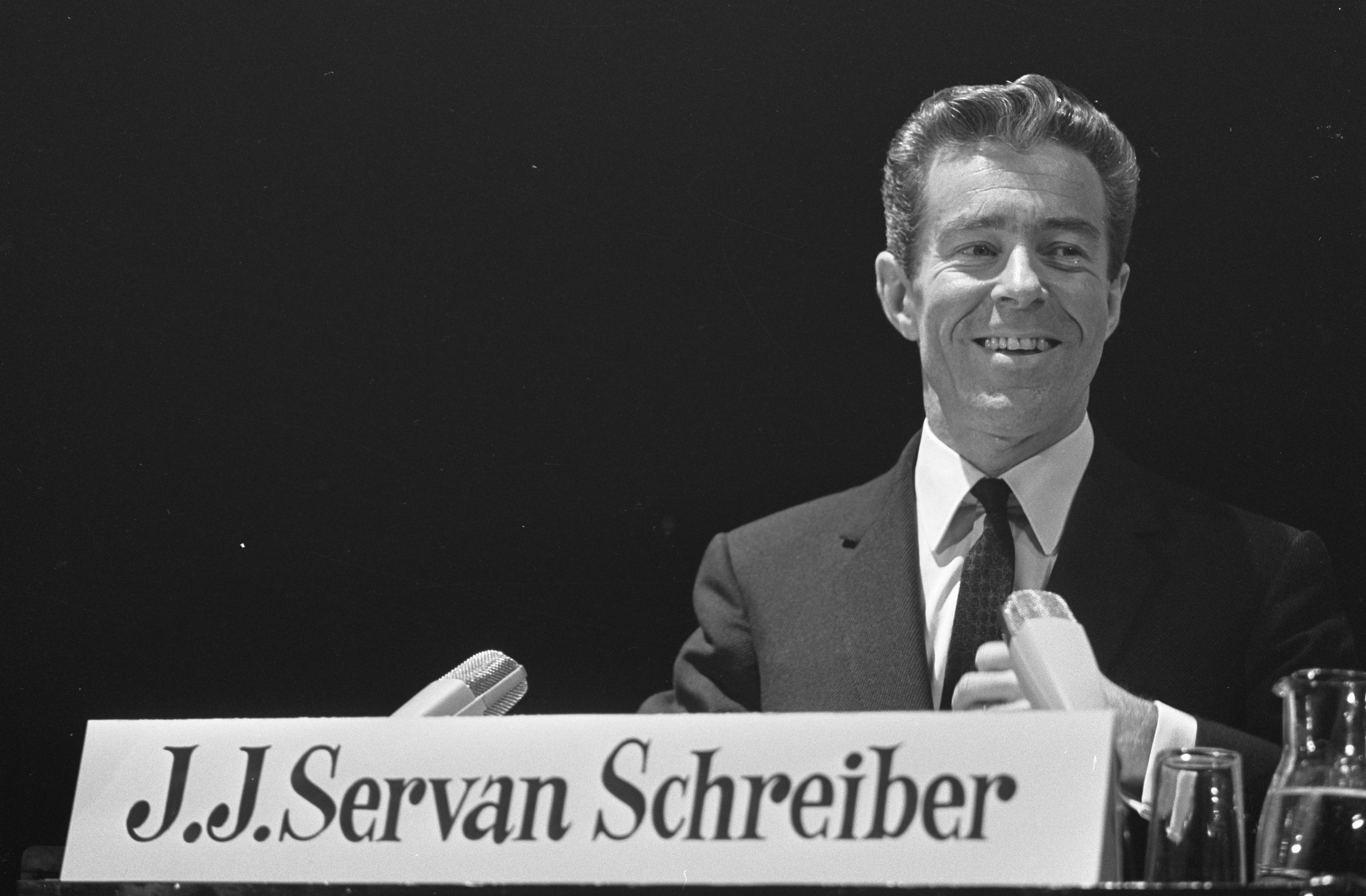
Jean-Jacques Servan-Schreiber el 1968.

Davant les atrocitats comeses pels nazis contra els Maquis des Manises durant la Segona Guerra Mundial, va adquirir la convicció que la tortura és característica dels règims totalitaris. Jacques de Bollardière va ser l'únic oficial superior en aquell moment que va condemnar obertament l'ús de la tortura durant la Guerra d'Algèria i va denunciar als seus superiors "certs procediments" que practicava l'exèrcit francès durant els interrogatoris.
Va escriure uns anys més tard: "Penso amb un respecte infinit en aquells dels meus germans, àrabs o francesos, que han mort com Crist, a mans dels seus semblants, assotats, torturats, desfigurats pel menyspreu dels homes".

Donant suport al periodista Jean-Jacques Servan-Schreiber en la seva denúncia de la tortura, Jacques Pâris de Bollardièr va escriure aquestes paraulesː
La guerra no és més que la perillosa malaltia d'una humanitat infantil que busca dolorosament el seu camí. La tortura, aquest diàleg de horror, és només el revers horrible de la comunicació fraterna. Degrada a qui la infligeix encara més que al qui la pateix. Cedir davant la violència i la tortura és, per la incapacitat de creure en l’home, renunciar a construir un món més humà.
Beneficiant-se del suport de Gaston Defferre, va ser nomenat adjunt del general comandant superior de les forces armades de la zona de defensa de l'AEF-Camerun, després a Coblença (Alemanya) i va rebre càrrecs honoraris que el van apartar del comandament. Va dimitir en el moment del cop dels generals (abril de 1961), per no haver pogut obtenir un lloc a Algèria, com desitjava.
Va declarar en aquesta ocasió: "El cop militar d'Alger em convenç per a deixar un exèrcit que s'aixeca contra el país. No hi havia cap dubte que hauria estat còmplice d’una aventura totalitària".
La nit del 22 al 23 de setembre de 1961, la casa dels seus pares, la de Laurent Schwartz (activista contra la tortura, membre del comitè Maurice-Audin i signant del Manifest dels 121) i la llibreria del setmanari anticolonial Témoignage chrétien van ser atacades.

## La no-violència

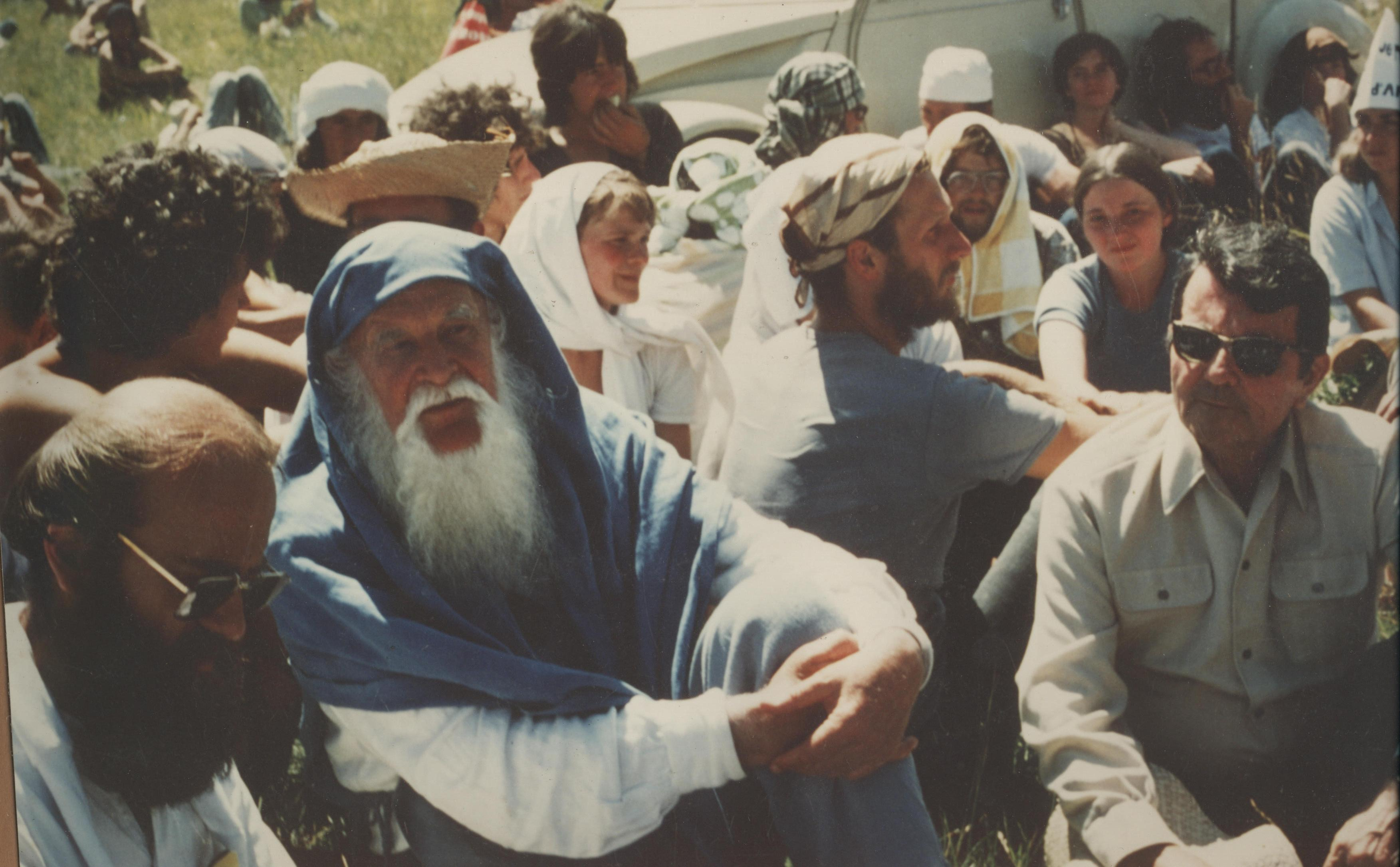
Jacques de Bollardière (dreta) a l'altiplà de Larzac, protestant contra l'extensió del campament militar als anys setanta. A la seva esquerra, els filòsofs de la no-violència Jean-Marie Muller i Lanza del Vasto.

Jacques Pâris de Bollardière va participar en diverses lluites socials dels anys setanta, sempre sota unes conviccions inseparables de la fe cristiana. La seva trobada amb Jean-Marie Muller el 1970 va accentuar la seva inclinació esquerrana i pacifista. Es va convertir en membre actiu del Moviment per una Alternativa No-Violenta (MAN - Mouvement pour une alternative non-violente) juntament amb la seva dona Simone. Va participar la lluita del Larzac, amenaçat per l'ampliació del camp militar de la regió. El 17 de juliol de 1973 va ser arrestat a Moruroa mentre es manifestava pacíficament contra les proves nuclears atmosfèriques (i més generalment contra la dissuasió nuclear). La marina francesa va abordar el seu veler, el divendres, mentre es trobava fora de les aigües territorials, però dins del perímetre de seguretat delimitat per la prova nuclear. El "comando Bollardière" estava format per Jean Toulat, Jean-Marie Muller i Brice Lalonde.
En una llarga entrevista apareguda a la publicació Lettre des objecteurs, va arribar a dir, “Sóc objector de consciència".
També va ser president de l'Associació per a l'Habitatge i la Promoció Social del 1968 al 1978, membre d'associacions regionalistes bretones i teòric de la defensa civil no-violenta.
El 1982 va tenir l'oportunitat de reintegrar-se a l'exèrcit gràcies a la Llei de rehabilitació militar. Aquesta llei permetia als colpistes i a alguns oficials que es van resistir el cop de 1961 que s'incorporessin a files. Pâris de Bollardière va trobar el plantejament de la llei fora de lloc i un gest que arribava massa tard, i va rebutjar tenir el mateix tractament.
Va morir a la seva residència de Vieux-Talhouët, a Gwidel, el 22 de febrer de 1986. Va ser enterrat a Gwened, al cementiri de Boismoreau.

## Honors
- Gran Oficial de la Legió d'honor
- Company de l'Alliberament
- Creu de guerra 1939-1945 (cinc citacions)
- Medalla de la Resistència
- Creu de Guerra (per Bèlgica)
- Ordre del servei distingit (pel Regne Unit)
- Oficial de l'Ordre de la Corona (per Bèlgicaa)

## Obra
- Bataille d'Alger, bataille de l'homme, París, Éditions Desclée de Brouwer, 1972.
- Le Bataillon de la Paix, París, Éditions Buchet-Chastel, 1974 (obra col·lectiva).
- La Guerre et le désarmement, París, 1976.